# GWR Clase Star

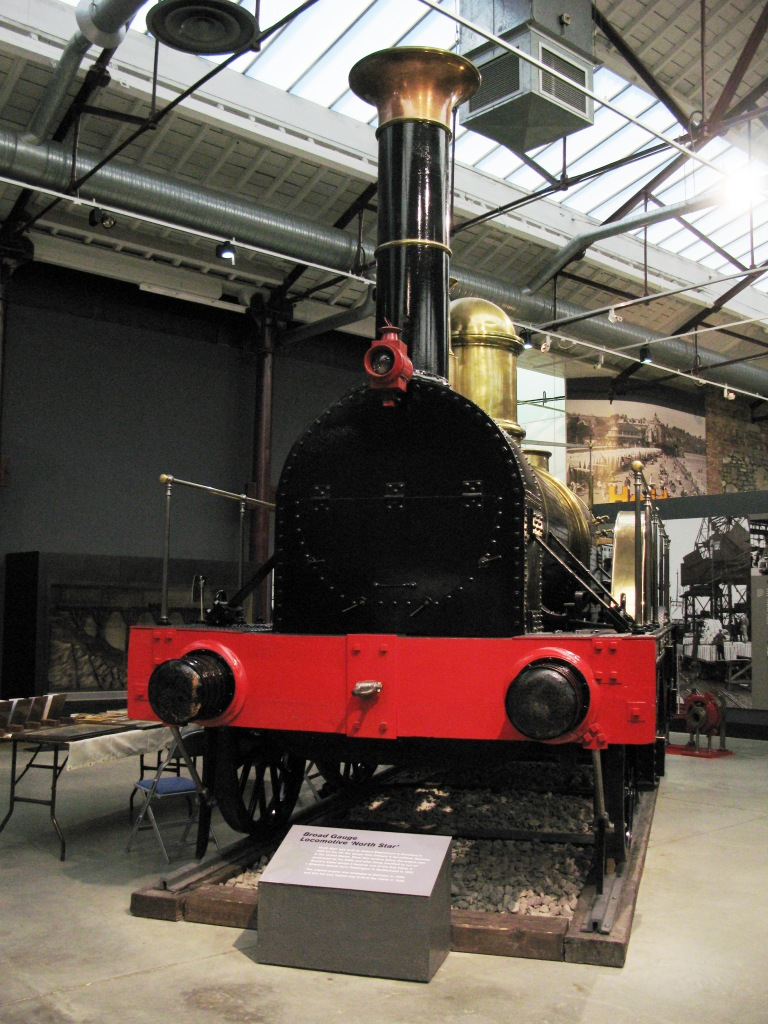
Réplica de la North Star (construida en 1923 usando algunas partes de la locomotora original) en exhibición en Swindon, Inglaterra (2008)

Las GWR Clase Star fueron una serie de locomotoras de vapor para vías de gran ancho y configuración 2-2-2, diseñadas por encargo del Great Western Railway por Robert Stephenson. Utilizadas para remolcar trenes de pasajeros, la clase entró en servicio entre noviembre de 1838 y noviembre de 1841, y se retiró entre abril de 1864 y septiembre de 1871.
Se fabricaron un total de doce locomotoras de la Clase Star. En particular, se les dieron nombres coloquiales (en lugar de científicos) de cuerpos astronómicos. Para cuando se recibió la última, el ingeniero del GWR Daniel Gooch ya había diseñado y construido varias de sus locomotoras de la Clase Firefly, de mayor tamaño que las de la Clase Star.

## North StaryMorning Star
- North Star (1837-1871)

La North Star, transportada en una barcaza, llegó a la estación situada junto al puente de Maidenhead el 28 de noviembre de 1837, unos meses antes de que el 31 de mayo de 1838 remolcara el tren inaugural con los directivos de la empresa. En 1854 fue reconstruida con cilindros de 16 x 18 plg (406 x 457 mm) y la separación entre ejes alargada en 1 pie (305 mm). Se retiró del servicio en 1871, pero se mantuvo en Swindon, junto con la locomotora Lord of the Isles, hasta 1906. Posteriormente se desmanteló, pero se recuperaron muchas partes para construir la réplica posterior.
El término "North Star" (Estrella del Norte) es uno de los dos nombres alternativos de la estrella Polaris. También conocida como estrella polar, ha sido utilizada durante siglos para la navegación marítima debido a su posición fija en el cielo nocturno, que permite estimar la posición del norte. El parque comercial al norte de la Estación de Swindon se llama North Star por la locomotora, e incluye calles llamadas North Star Avenue y Polaris Way.
- Morning Star (1839-1869)

La "Morning Star" (Estrella de la mañana), la segunda máquina de la Clase Star, no se entregó hasta 14 meses después que la North Star. Tenía ruedas más pequeñas (de 6 pies 6 plg (1981 mm) de diámetro), tal como se pretendía cuando se construyó para el ancho de vía de 5 pies 6 plg (1676 mm) del Ferrocarril de Nueva Orleans, y su distancia entre ejes era de 12 pies 6 plg (3810 mm).
Fue llamada así por el lucero del alba (nombre común utilizado en español) o estrella matutina, expresión utilizada para denominar al planeta Venus (en ocasiones el objeto más brillante en el cielo nocturno) cuando se ve en el cielo del este justo antes del amanecer, y su movimiento parece "guiar" al sol durante muchas mañanas.

## Locomotoras posteriores
- Bright Star (1841-1864)

Una 'estrella brillante' es claramente visible en el cielo nocturno, y generalmente designa a aquellas que parecen brillar más que el resto.
- Dog Star (1839-1869)

Después de su retirada, la Dog Star se utilizó como caldera estacionaria en la Estación de Paddington en Londres. Llamada así por la estrella del perro, el nombre común de Sirio, la estrella más brillante del cielo nocturno y que se encuentra en la constelación del 'Canis Maior' (en latín, el 'perro mayor', de donde proviene el nombre común de Sirio).
- Evening Star' (1839-1871)

Llamada así por 'la estrella de la tarde', el nombre común para el planeta Venus (a veces el objeto más brillante en el cielo nocturno) cuando se ve en el cielo occidental justo antes del atardecer, y su movimiento parece "seguir" al del sol durante muchas tardes.
- Lode Star (1841-1870)

El término 'estrella guía' denota cualquier estrella fácil de localizar en el cielo nocturno, que se utiliza para ayudar a la navegación (por ejemplo, la estrella polar). Lode star es un término arcaico procedente del inglés medio, en el que significaba 'estrella del curso' o 'estrella principal'.
- Polar Star (1840-1870)

Esta locomotora se fabricó con cilindros de 15+1/2 x 18 plg (394 x 457 mm), y posteriormente se reconstruyó como una locomotora tanque del tipo 4-2-2T. Su nombre hace referencia a una estrella polar, aquella que aparece fija e inmóvil sobre el Polo Norte o o el Polo Sur de la Tierra y, por lo tanto, se usa como guía.
- Red Star (1840-1865)

Esta máquina fue reconstruida como una locomotora tanque con una configuración 4-2-2T. Su nombre no tiene una asociación particular con ninguna estrella específica, aunque las estrellas rojas prominentes visibles desde el hemisferio norte incluyen Aldebarán, Arturo, Antares y Betelgeuse.
- Rising Star (1840-1871)

Esta máquina tenía una distancia entre ejes de 14 pies 6 plg (4420 mm), y posteriormente se reconstruyó como una locomotora tanque 4-2-2T. El 7 de septiembre de 1841 atravesó un corrimiento de tierra que había obstruido la vía cerca de Chippenham, pero el resto del tren descarriló (incluida la locomotora Tiger, acoplada por detrás). El nombre de la locomotora reflejaba el estado de la empresa: una 'estrella en ascenso' es el término para cualquier estrella que parece subir al cielo (en lugar de moverse a baja altura en el horizonte), y a menudo se usa metafóricamente para referirse a alguien "nuevo" cuya reputación está aumentando rápidamente.
- Royal Star (1841-1871)

Esta locomotora se construyó con cilindros de 15+1/2 x 19 plg (394 x 483 mm) y distancia entre ejes de 12 pies 7 plg (3835 mm). Las cuatro 'estrellas reales' mencionadas en la tradición de Persia son Aldebarán, Regulus, Antares y Fomalhaut, de las que se decía que protegen los cuatro cuartos del cielo nocturno anual.
- Shooting Star (1841-1871)

Esta máquina se reconstruyó como una locomotora tanque 4-2-2T. La expresión 'estrella fugaz' es el término utilizado coloquialmente para describir la caída de un meteorito.
- Western Star (1841-1866)

Esta locomotora se diseñó con cilindros de 15+1/2 x 19 plg (394 x 483 mm) y distancia entre ejes de 12 pies 7 plg (3835 mm). Después de su retirada, se utilizó como caldera estacionaria en la estación de Oxford. Su nombre reflejaba la expansión hacia el oeste de Inglaterra del GWR: 'la estrella occidental' no tiene una asociación particular con ninguna estrella específica (aunque Antares, una de las 'estrellas reales' de la mitología persa, era el cuarto guardián de la puerta occidental).

## Réplica

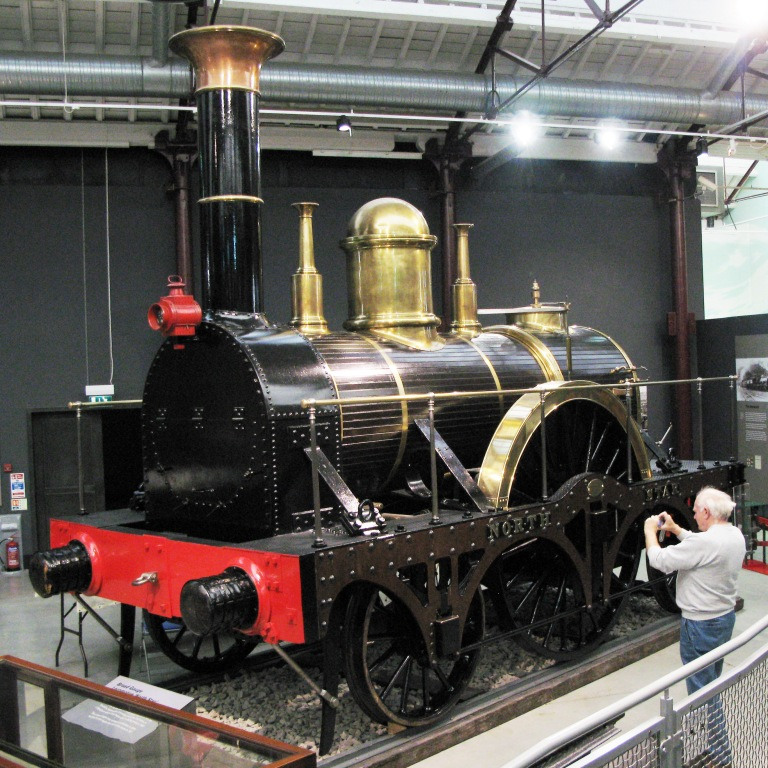
Réplica de la "North Star" (construida en 1923 usando algunas partes de la locomotora original) en exhibición en Swindon, Inglaterra (2008)

Se construyó una réplica (no operativa) de la "North Star" para el desfile conmemorativo ferroviario organizado en 1923, que se encuentra en el Museo del Ferrocarril de Vapor de Swindon.
Se emplearon algunas de las partes de la locomotora original, desechada en 1906, pero su caldera no es operativa. Aunque apareció en la película del centenario del ferrocarril en 1935, estaba siendo empujada por otra locomotora.